# Ruth Svedberg
Ruth Augusta Svedberg (Malmberget, 14 aprile 1903 – Göteborg, 27 dicembre 2002) è stata una velocista e discobola svedese.

## Biografia
Partecipò ai Giochi olimpici di Amsterdam 1928 conquistando la medaglia di bronzo nel lancio del disco. Competé anche nelle gare dei 100 metri piani e nella staffetta 4×100 metri (insieme alle connazionali Maud Sundberg, Inga Gentzel e Emy Pettersson), ma in entrambe non riuscì a raggiungere la fase finale.
Nel 1930 prese parte alla terza edizione dei Giochi mondiali femminili, dove vince la medaglia di bronzo nel triathlon.

## Palmarès
| Anno | Manifestazione            | Sede      | Evento                | Risultato     | Prestazione | Note |
| ---- | ------------------------- | --------- | --------------------- | ------------- | ----------- | ---- |
| 1928 | Giochi olimpici           | Amsterdam | 100 metri             | elim. qualif. | s/t         |      |
| 1928 | Giochi olimpici           | Amsterdam | Lancio del disco      | Bronzo        | 35,92 m     |      |
| 1928 | Giochi olimpici           | Amsterdam | Staffetta 4×100 metri | elim. qualif. | 53"2        |      |
| 1930 | Giochi mondiali femminili | Praga     | Triathlon             | Bronzo        | 175 p.      |      |